# Tiefenbachtal (Landschaftsschutzgebiet)
Das Landschaftsschutzgebiet Tiefenbachtal ist ein mit Verordnung der Unteren Naturschutzbehörde beim ehemaligen Landratsamt Nürtingen vom 15. Oktober 1958 ausgewiesenes Landschaftsschutzgebiet (LSG-Nummer 1.16.074) auf dem Gebiet der Gemeinde Beuren. 

## Lage und Beschreibung
Das gesamte Tiefenbachtal war bereits mit Verordnung vom 19. Oktober 1940 unter Landschaftsschutz gestellt worden. Bei der Neuausweisung bzw. Änderung verschiedener umgebender Schutzgebiete blieb ein kleiner Abschnitt des Tiefenbachtals unberücksichtigt, der dann als eigenständiges Schutzgebiet ausgewiesen wurde. Das 35,0 Hektar große Gebiet gehört naturräumlich zum Mittleren Albvorland. Es liegt auf Markung Beuren rund 3 km nördlich der Gemeinde und grenzt an die Markungen Frickenhausen, Nürtingen und Dettingen unter Teck.

## Schutzzweck
Wesentlicher Schutzzweck ist die Sicherung und langfristige Erhaltung des ökologisch hochwertigen Gebiets in einem Teilabschnitt des Tiefenbachtals rund um den Sonnenhof mit Wiesen- und Waldflächen. 